# Gesichtsbemalung

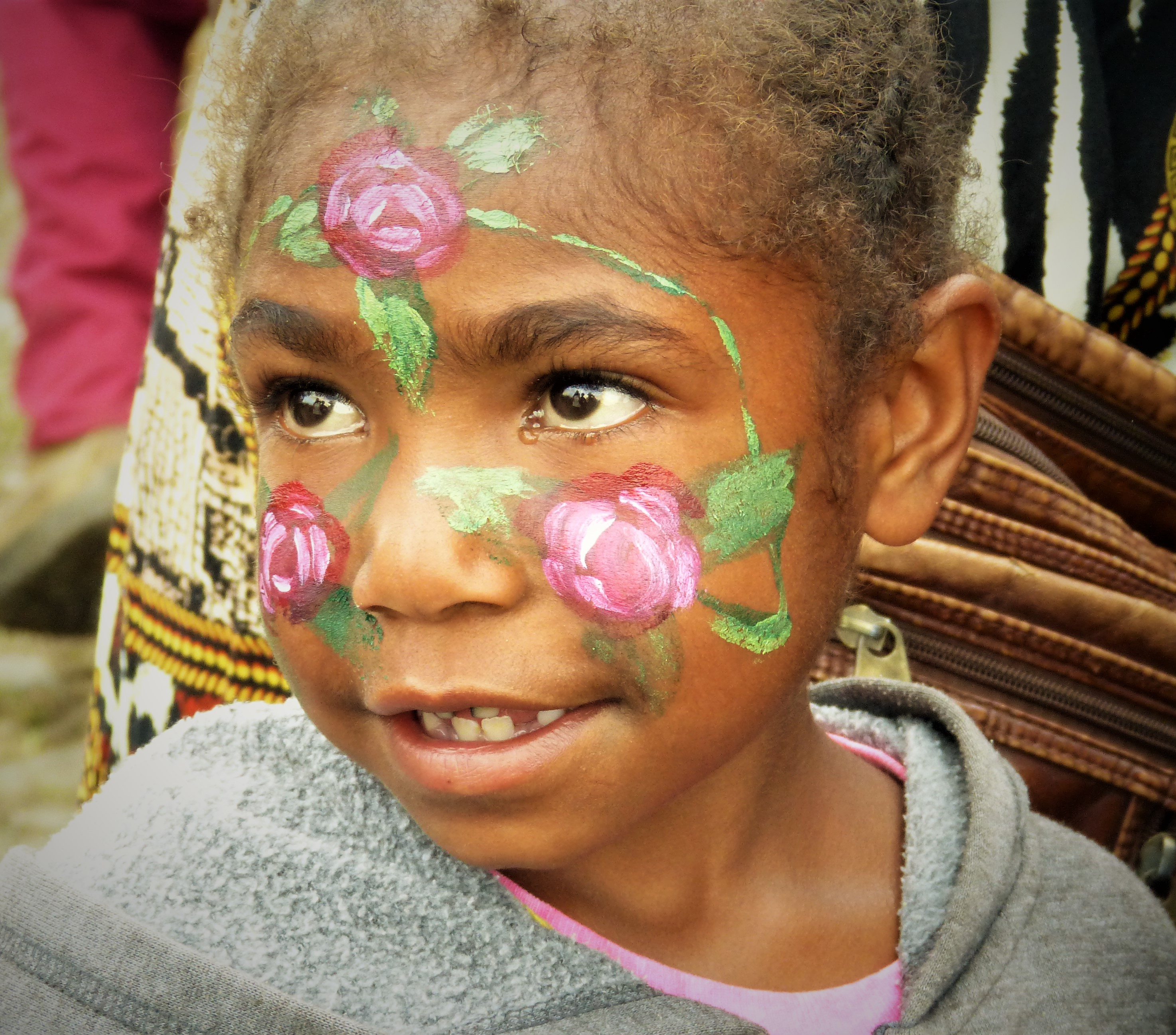
Gesichtsbemalung in den Western Highlands, Papua New Guinea (2019)

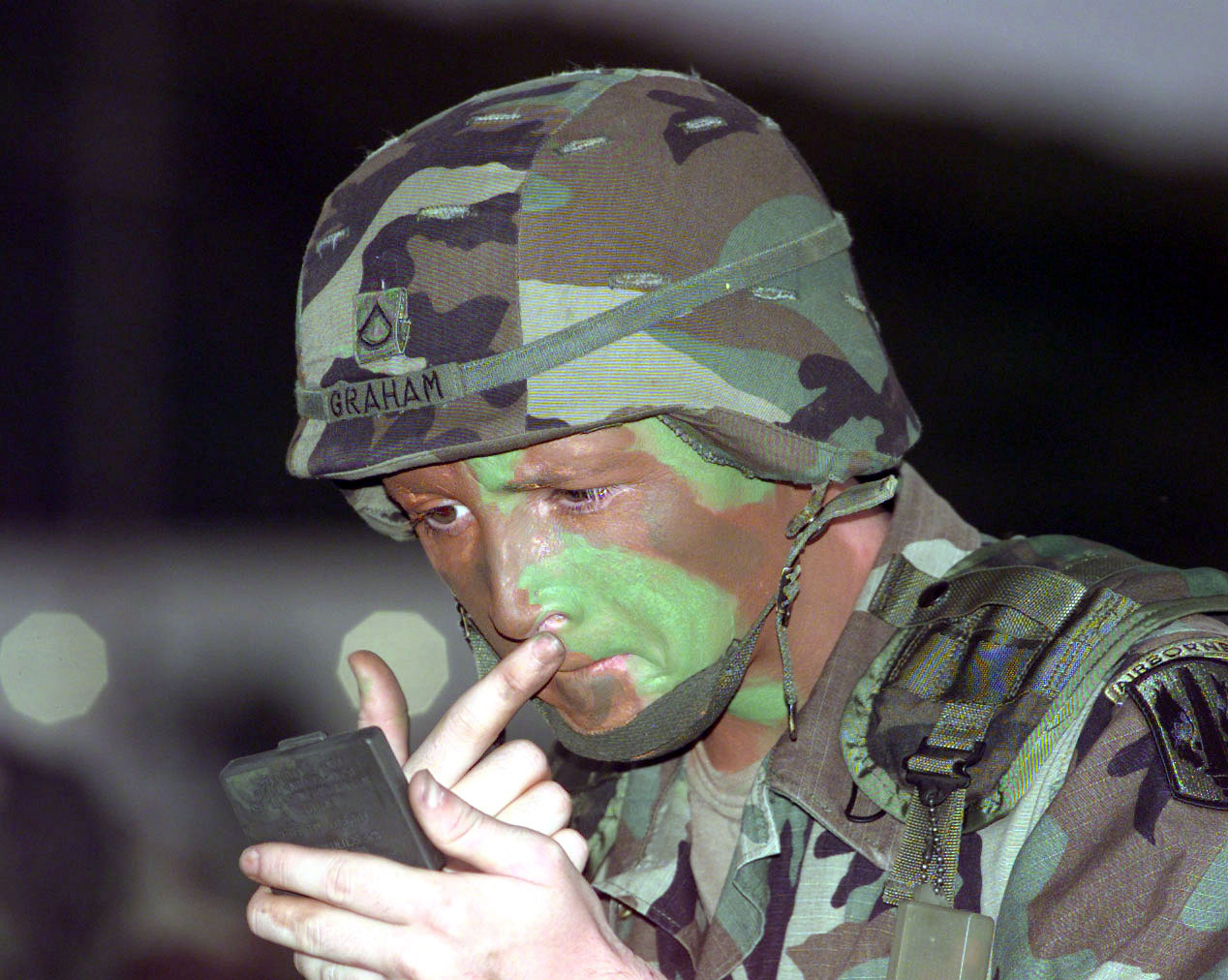
Gesichtsbemalung zur Tarnung durch einen US-Soldaten (1998)

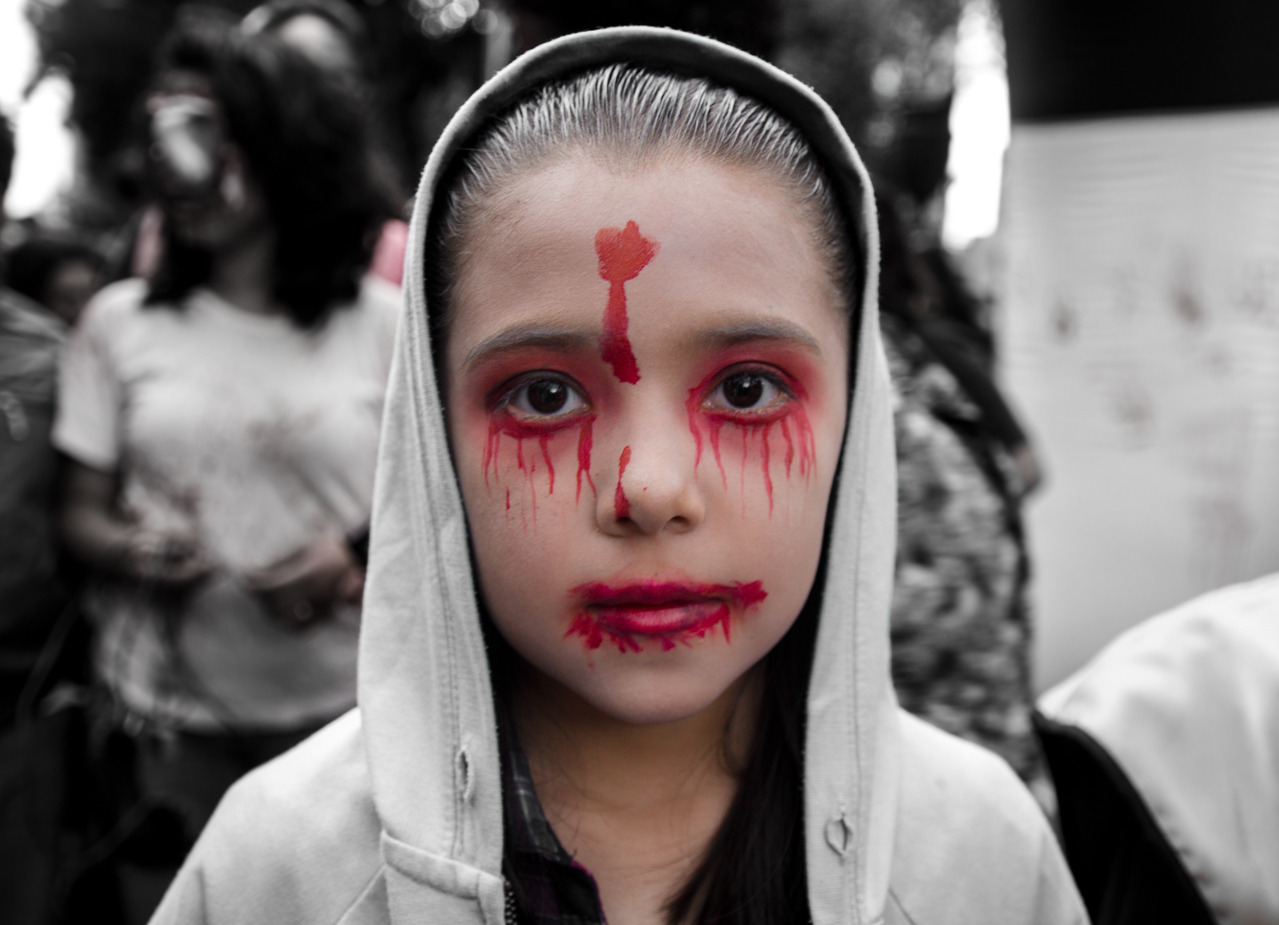
Gesichtsbemalung „Zombie“

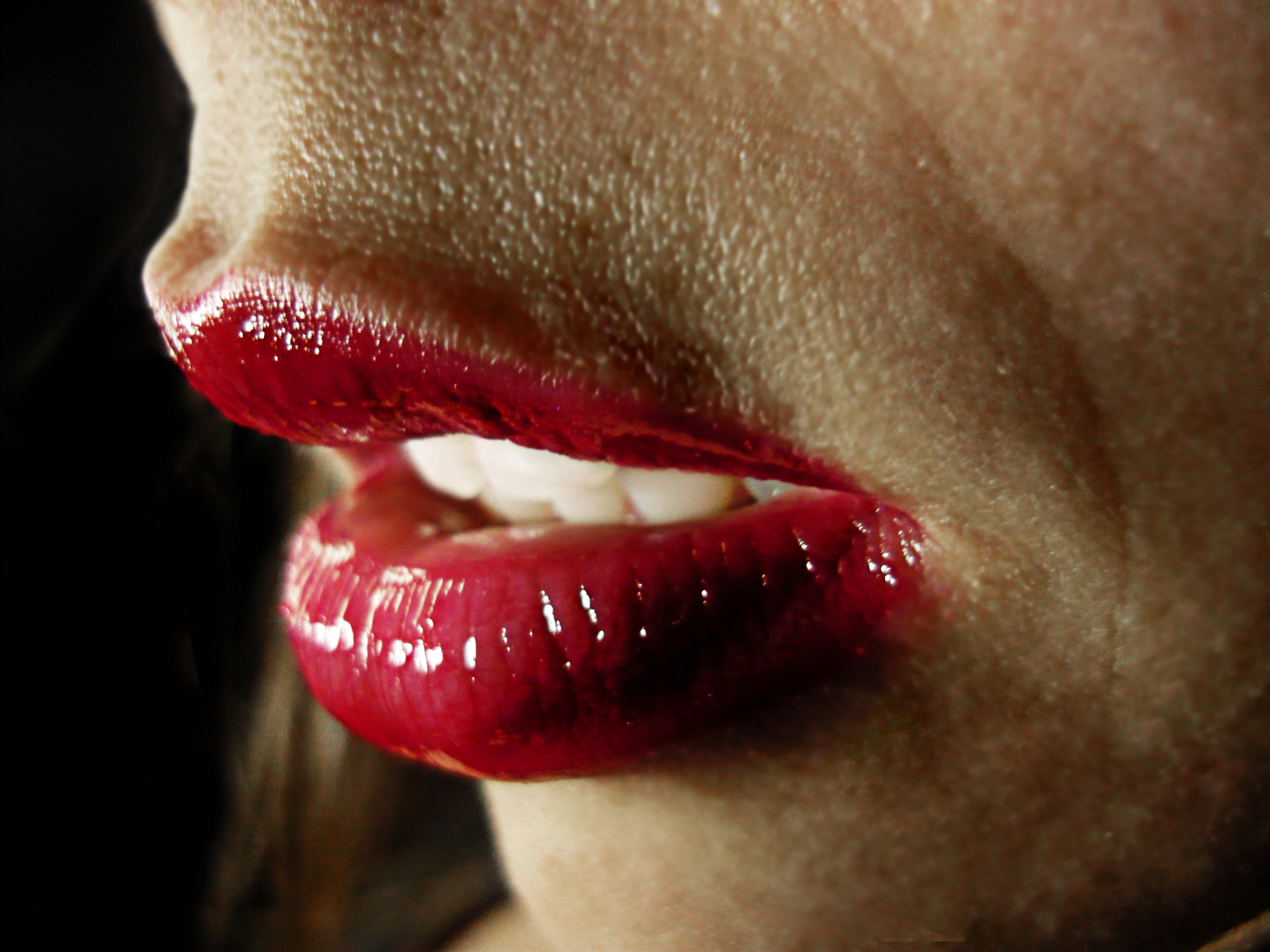
Rote Lippen (2009)

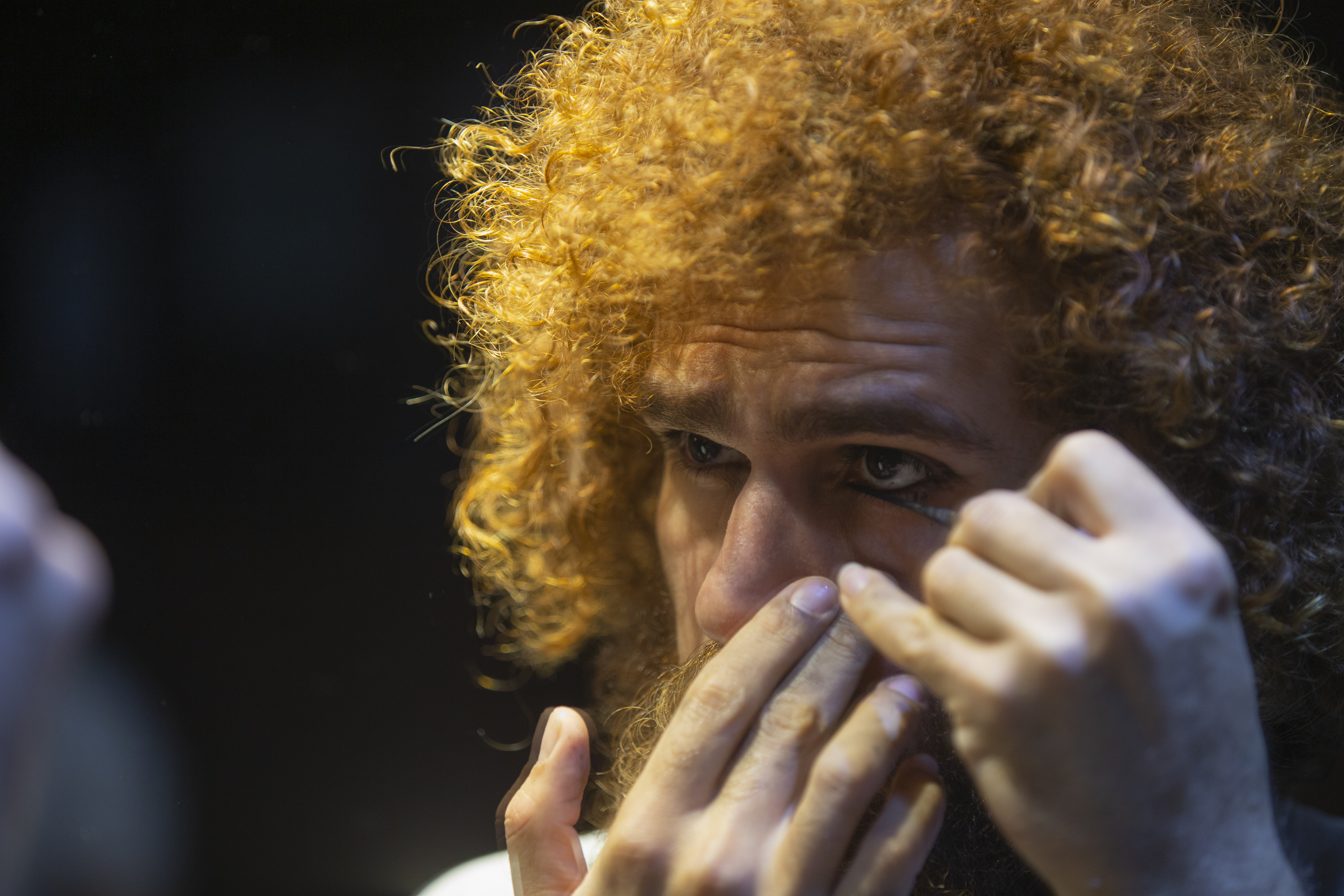
Lidstrich (Kajal)

Gesichtsbemalung ist eine weltweit angewandte Form von Körpergestaltung, bei der das Gesicht vorübergehend bemalt wird. Die Farbe wird in vielen Fällen direkt auf die Haut aufgetragen. Die Gesichtsbemalung kann ein paar Stunden bis zu mehreren Wochen (bei Henna-Zeichnungen) sichtbar sein. Durch die eingeschränkte Dauerhaftigkeit unterscheidet sich Gesichtsbemalung vom Tattoo.

## Funktion der Gesichtsbemalung
Funktion der Gesichtsbemalung können z. B. sein:
- Schmuck (z. B. Make-up[2] oder nur Bindi usw.[3]),
- Rangzeichen / Gruppenzugehörigkeit (z. B. Tilaka) / Stammeszeichen / Kastenzugehörigkeit,
- Abwehrsymbol (magisches Denken) oder Heilung/Schutz von Krankheiten[4],
- Abschreckung / Kriegsbemalung / im Sport[5],
- Tarnung (z. B. Soldaten),
- Trauer,
- Tradition / Feste (z. B. Karneval, Halloween, Gesichtsbemalung bei Kindern usw.), Theaterschauspiel[6] (z. B. Kabuki/Kumadori), Film, Musik (z. B. die Rockband Kiss), Zirkus (z. B. Clowns) usw. (z. B. Corpsepaint),
- Solidaritätsbekundung (z. B. beim Fußball mit Nationalflaggen auf der Wange oder Gesichtsbemalung anlässlich des Russisch-Ukrainischen Kriegs).

## Umfang der Gesichtsbemalung
Je nach Tradition und Anlass in der jeweiligen Gruppe umfasst die Gesichtsbemalung nur wenige Gesichtspartien (z. B. Lippen und/oder Augen) oder größere Gesichtspartien. Die Bemalung bezieht sich in der Regel auf das Gesicht im engeren Sinne, teilweise wurden bzw. werden auch die Haare miteinbezogen (z. B. bei den Kelten). Teilweise wird die Gesichtsbemalung ergänzt durch Tattoos oder Piercing, Kleidung, Kleiderschmuck, Haartracht (z. B. Punks) usw. Wird mehr als das Gesicht bemalt, ist es Körperbemalung (unter Umständen auch: Body-Art).

## Gesichtsbemalungstechnik und Ausgangsstoffe
Die Bemalung des Gesichts erfolgt mit Naturfarben (z. B. gewonnen aus dem Hennastrauch, Tonen, Kreide, zerstoßenen Blättern, Früchten, Ölen oder Fetten) oder künstlichen Farben oder z. B. Puder. In den meisten Fällen wird die Gesichtsbemalung mit der Hand aufgetragen, teilweise mit Schablonen. Selten wird mit einem Airbrush-Pinsel gearbeitet.
Seit dem 17. Jahrhundert werden z. B. auch aufgeklebte Mouches bzw. seit dem 20. Jahrhundert aufgeklebte Bindis verwendet.